# 元音附标文字
元音附标文字（梵文： akṣara 阿叉羅），又称音素音节文字（英語：abugida, alphasyllabary, neosyllabary, pseudo-alphabet），是一类以辅音字母为主体、元音以附加符号形式标出的表音文字。该书写系统的主要特点是：輔音字母本身即有元音，一般是/a/，構成一個音節；其它元音字母一般附加在辅音字母的周围（上下左右均有可能），替代默认元音，以改变音節的读音。南亚和东南亚的梵文文化圈普遍使用元音附标文字作为其书写形式。

## 特徵
如藏文中，字母ཀ本身表示/ka/，附標上元音後，ཀི表示/ki/，ཀུ表示/ku/，ཀེ表示/ke/，ཀོ表示/ko/。
这种书写系统由美国语言学家彼得·T·丹尼尔斯划分出来。
元音附标文字和音节文字、辅音音素文字和全音素文字都有一定区别。

## 歷史
最早的元音附標文字是早於公元前三世紀出現的婆羅米文和佉盧文。兩者皆源自輔音音素文字阿拉米字母。婆羅米文演化出了今天亞洲所有的元音附標文字。

## 應用範例
使用元音附标文字的语文有：
| - 東亞 - 藏文 - 老傣仂文 - 傣綳文 - 傣黯文 - 老傈僳文 | - 東南亞 - 泰文 - 寮文 - 撣文 - 缅文 - 高棉文 | - 南亞 - 天城文 - 泰米尔字母 - 孟加拉文 - 古木基文 - 悉曇文字 | - 非洲 - 阿姆哈拉文（與梵文文化圈獨立發展） - 麥羅埃文 | - 大洋洲 - 爪哇文 |

## 外部連結
- Syllabic alphabets （页面存档备份，存于） - Omniglot's （页面存档备份，存于） list of abugidas, including examples of various writing systems
- Alphabets （页面存档备份，存于） - list of abugidas and other scripts (in Spanish)
- Comparing Devanagari with Burmese, Khmer, Thai, and Tai Tham scripts （页面存档备份，存于）